# Ridsport vid olympiska sommarspelen 1952
Ridsport vid olympiska sommarspelen 1952 arrangerades mellan 28 juli och 3 augusti i Helsingfors. Det var den första gången som tävlingarna var öppen för både herrar och damer. Lis Hartel från Danmark blev den första kvinnan som erövrade en medalj i en olympisk ryttartävling, genom att ta individuellt silver i dressyr. Hartels prestation var desto mer anmärkningsvärd, eftersom hon var förlamad från knäna och nedåt efter att ha drabbats av polio år 1944.

## Medaljtabell
| Pl. | Nation         | Guld | Silver | Brons | Totalt |
| --- | -------------- | ---- | ------ | ----- | ------ |
| 1   | Sverige        | 4    | 0      | 0     | 4      |
| 2   | Frankrike      | 1    | 1      | 1     | 3      |
| 3   | Storbritannien | 1    | 0      | 0     | 1      |
| 4   | Chile          | 0    | 2      | 0     | 2      |
| 5   | Tyskland       | 0    | 1      | 3     | 4      |
| 6   | Danmark        | 0    | 1      | 0     | 1      |
| 6   | Schweiz        | 0    | 1      | 0     | 1      |
| 8   | USA            | 0    | 0      | 2     | 2      |

## Medaljsammanfattning

### Dressyr
| Gren                            | Guld                                                          | Guld                                                          | Silver                                                     | Silver                                                     | Brons                                                | Brons                                                |
| ------------------------------- | ------------------------------------------------------------- | ------------------------------------------------------------- | ---------------------------------------------------------- | ---------------------------------------------------------- | ---------------------------------------------------- | ---------------------------------------------------- |
| Individuell dressyr detaljer    | Henri Saint Cyr Sverige                                       | Henri Saint Cyr Sverige                                       | Lis Hartel Danmark                                         | Lis Hartel Danmark                                         | André Jousseaume Frankrike                           | André Jousseaume Frankrike                           |
| Lagtävlingen i dressyr detaljer | Sverige Gustav A. Boltenstern Henri Saint Cyr Gehnäll Persson | Sverige Gustav A. Boltenstern Henri Saint Cyr Gehnäll Persson | Schweiz Gottfried Trachsel Henri Chammartin Gustav Fischer | Schweiz Gottfried Trachsel Henri Chammartin Gustav Fischer | Tyskland Heinz Pollay Ida von Nagel Fritz Thiedemann | Tyskland Heinz Pollay Ida von Nagel Fritz Thiedemann |

### Fälttävlan
| Gren                               | Guld                                                     | Guld                                                     | Silver                                          | Silver                                          | Brons                                                | Brons                                                |
| ---------------------------------- | -------------------------------------------------------- | -------------------------------------------------------- | ----------------------------------------------- | ----------------------------------------------- | ---------------------------------------------------- | ---------------------------------------------------- |
| Individuell fälttävlan detaljer    | Hans von Blixen-Finecke Sverige                          | Hans von Blixen-Finecke Sverige                          | Guy Lefrant Frankrike                           | Guy Lefrant Frankrike                           | Wilhelm Büsing Tyskland                              | Wilhelm Büsing Tyskland                              |
| Lagtävlingen i fälttävlan detaljer | Sverige Hans von Blixen-Finecke Folke Frölén Olof Stahre | Sverige Hans von Blixen-Finecke Folke Frölén Olof Stahre | Tyskland Klaus Wagner Otto Rothe Wilhelm Büsing | Tyskland Klaus Wagner Otto Rothe Wilhelm Büsing | USA John E.B. Wofford Walter Staley Charles G. Hough | USA John E.B. Wofford Walter Staley Charles G. Hough |

### Hoppning
| Gren                             | Guld                                                                | Guld                                                                | Silver                                              | Silver                                              | Brons                                                  | Brons                                                  |
| -------------------------------- | ------------------------------------------------------------------- | ------------------------------------------------------------------- | --------------------------------------------------- | --------------------------------------------------- | ------------------------------------------------------ | ------------------------------------------------------ |
| Individuell hoppning detaljer    | Pierre Jonquères d’Oriola Frankrike                                 | Pierre Jonquères d’Oriola Frankrike                                 | Oscar Cristi Chile                                  | Oscar Cristi Chile                                  | Fritz Tiedemann Tyskland                               | Fritz Tiedemann Tyskland                               |
| Lagtävlingen i hoppning detaljer | Storbritannien Harry Llewellyn Douglas N. Stewart Wilfried H. White | Storbritannien Harry Llewellyn Douglas N. Stewart Wilfried H. White | Chile Oscar Cristi Ricardo Echeverria Cesar Mendoza | Chile Oscar Cristi Ricardo Echeverria Cesar Mendoza | USA William Steinkraus John W. Russell Arthur McCashin | USA William Steinkraus John W. Russell Arthur McCashin |

Denna tabell: visa • redigera

## Fotnoter
1. 1 2 3  ”1952 The Sport”. FEI History Hub. FEI. http://history.fei.org/node/47. Läst 17 december 2014.
2. 1 2 3 4 5 6  ”Results”. FEI. http://history.fei.org/node/48. Läst 17 december 2014.